# Chiloglanis mbozi
Chiloglanis mbozi är en fiskart som beskrevs av Seegers, 1996. Chiloglanis mbozi ingår i släktet Chiloglanis och familjen Mochokidae. IUCN kategoriserar arten globalt som sårbar. Inga underarter finns listade i Catalogue of Life.